# Puente de Misarela
El puente de Misarela (en portugués: ponte da Misarela) es un puente con interés patrimonial que cruza el Río Rabagao en el distrito de Braga (Portugal), conectando Ruivães en el municipio de Minho Vieira y Ferral, en el municipio de Montalegre. 
También conocido como puente del Diablo, puente del Infierno o puente del Salvador, es escena de una famosa leyenda de fecundidad, protagonizada por el diablo, que ayudó a un joven en sus vicisitudes, creando el puente a cambio de su alma. Es por eso que en verano se escenifica y se realiza una fiesta popular conocida como la fiesta de Misarela que suele terminar con una queimada.

### Historia y características

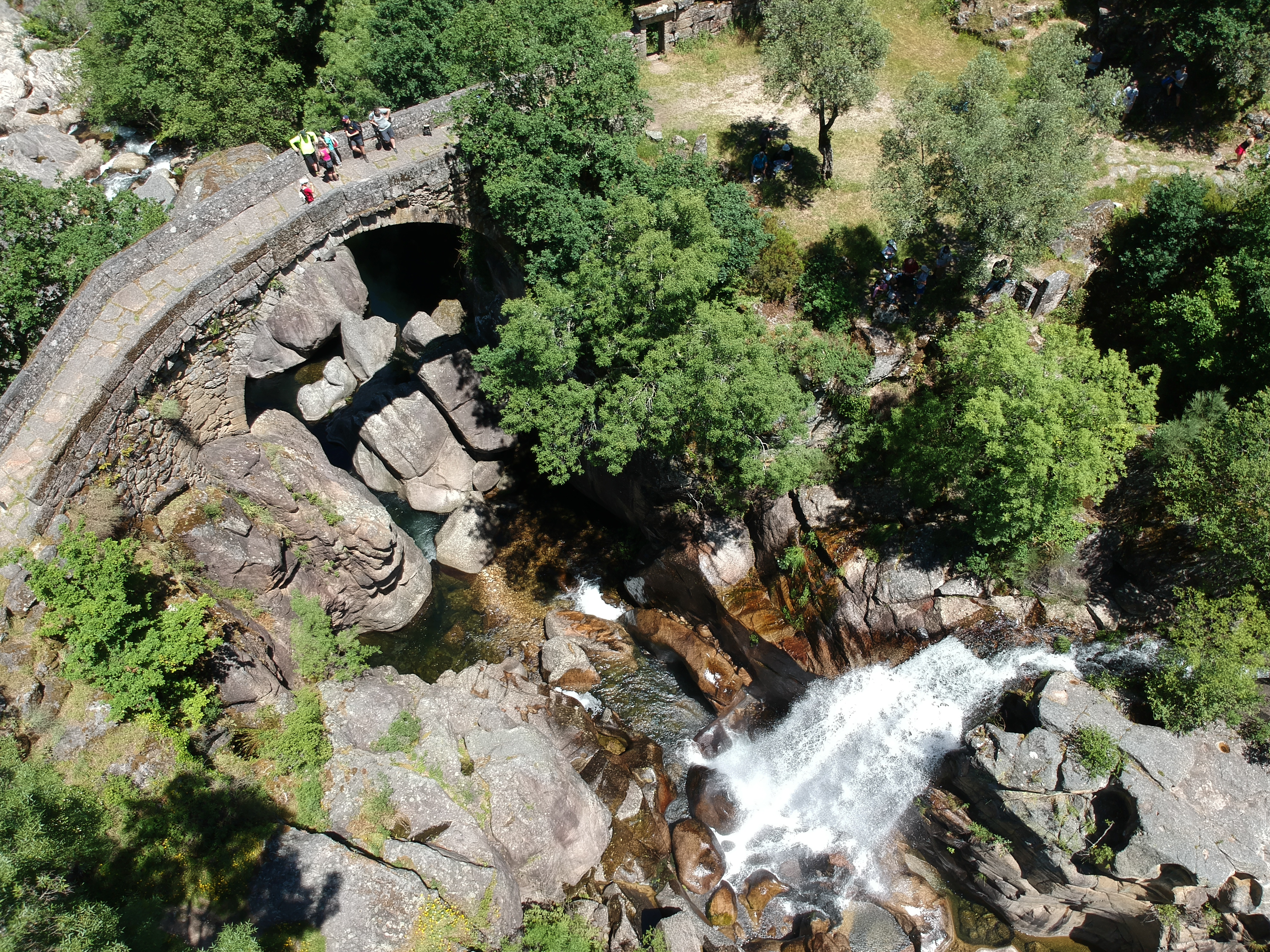
Puente de Misarela

Constituido por un único arco de granito de unos 15 metros de vano, fue construido en la Edad Media y reconstruido en el siglo XIX. Posteriormente clasificado como Bien de Interés Público en 1993. 
Se cree que sirvió a las tropas del General Soult, el 17 de mayo de 1809, para escapar de la persecución de las tropas angloportuguesas de Wellesley.

### Situación
Está situado en el parque nacional de Peneda-Gerês, cerca de la presa de Venda Nova. El puente está localizado al fondo de un desfiladero muy escarpado que se puede descender caminando.
La zona cuenta con numerosas rutas para visitar.